# 葛吉夫神聖舞蹈
葛吉夫神聖舞蹈（Gurdjieff movements）是一系列的神聖舞，由葛吉夫匯集或自編，並教授給他的學生，作為他們「觀察自己」和「研究自己」的修行。
葛吉夫說律動不只是柔軟操而已，它是專注的運動，展現出身體的協調和美感，相反的，律動中內嵌了真實、具體，代代相傳的入門（initiation）知識 - 每個姿勢和手勢都代表了某種宇宙真理，（內在）被曉諭的觀者能像讀一本書一樣讀到蘊藏的真理。葛吉夫的某些信徒宣稱神聖舞蹈僅能由那些已入到葛吉夫直系門下的人正確傳遞，否則便無效。
葛吉夫遍訪中亞、印度、西藏、東方和非洲時，遇過形形色色的印歐、蘇菲修會、佛教中心和其他傳統文化和教誨來源，據稱，他研究其中的傳統舞蹈而發展出神聖舞蹈。然而，他堅稱主要來源和九尖圖的獨特符號都是他在「撒爾蒙兄弟會」入門時傳給他的。葛吉夫的教學生涯中共匯集並教授了數以千計的舞步。搭配神聖舞蹈的音樂乃由葛吉夫和哈特曼、英國作曲家Edouard Michael合力譜寫而成。
1978年由彼得·布魯克導演拍攝的葛吉夫電影《與奇人相遇 （页面存档备份，存于）》接近片尾時可以一瞥這種舞蹈。

## 註記
1. ↑  Toussulis, Yannis; Darr, Robert Abdul Hayy. . Quest Books. 1 April 2011: 222–  [14 April 2011]. ISBN 978-0-8356-0864-0. Moore還說Mevlevi（蘇菲）音樂和律動的廣泛研究都是由葛吉夫進行的
2. ↑  也有譯為「九宮圖」的
3. ↑  也有譯為「四海兄弟會」的
4. ↑  Panafieu, Bruno De; Needleman, Jacob; Baker, George. . Continuum International Publishing Group. September 1997: 28–  [14 April 2011]. ISBN 978-0-8264-1049-8.

## 外部連結
- 葛吉夫神聖舞蹈片段 （页面存档备份，存于）（摘自《與奇人相遇》電影版 （页面存档备份，存于））
- 葛吉夫-哈特曼（Gurdjieff - De Hartmann）音樂 （页面存档备份，存于）
- 什麼是葛吉夫神聖舞蹈 （页面存档备份，存于）
- 第四道與神聖舞蹈的基礎介紹 （页面存档备份，存于）
- 葛吉夫大師的巨獻「系列39」
- 細說葛吉夫神聖舞蹈 （页面存档备份，存于）
- Gurdjieff Movements in Japan & Turkey （页面存档备份，存于）